# Jüdischer Friedhof (Brody)
Der Jüdische Friedhof Brody ist ein jüdischer Friedhof in der Stadt Brody in der westukrainischen Oblast Lwiw.
Der Friedhof, auf dem sich mehrere tausend (die Angaben schwanken zwischen fast 3000 und über 5000) Grabsteine befinden, wurde von 1834 bis 1939 belegt. Hierbei handelt es sich um den sogenannten „neuen“ Friedhof. Der „alte“ Friedhof existiert nicht mehr.
Im westlichen Teil des Friedhofs, auf dem kaum Grabsteine stehen und der eine lückenhafte Umzäunung aufweist, sind von Bewohnern der Umgebung teilweise Gemüsebeete angelegt worden (Stand Juli 2016). Am Westrand des Friedhofs befindet sich ein dreisprachiger Gedenkstein, der an die während der Aktion Reinhardt im angrenzenden Wald erschossenen Juden erinnert.

## Grabsteine auf dem jüdischen Friedhof in Brody

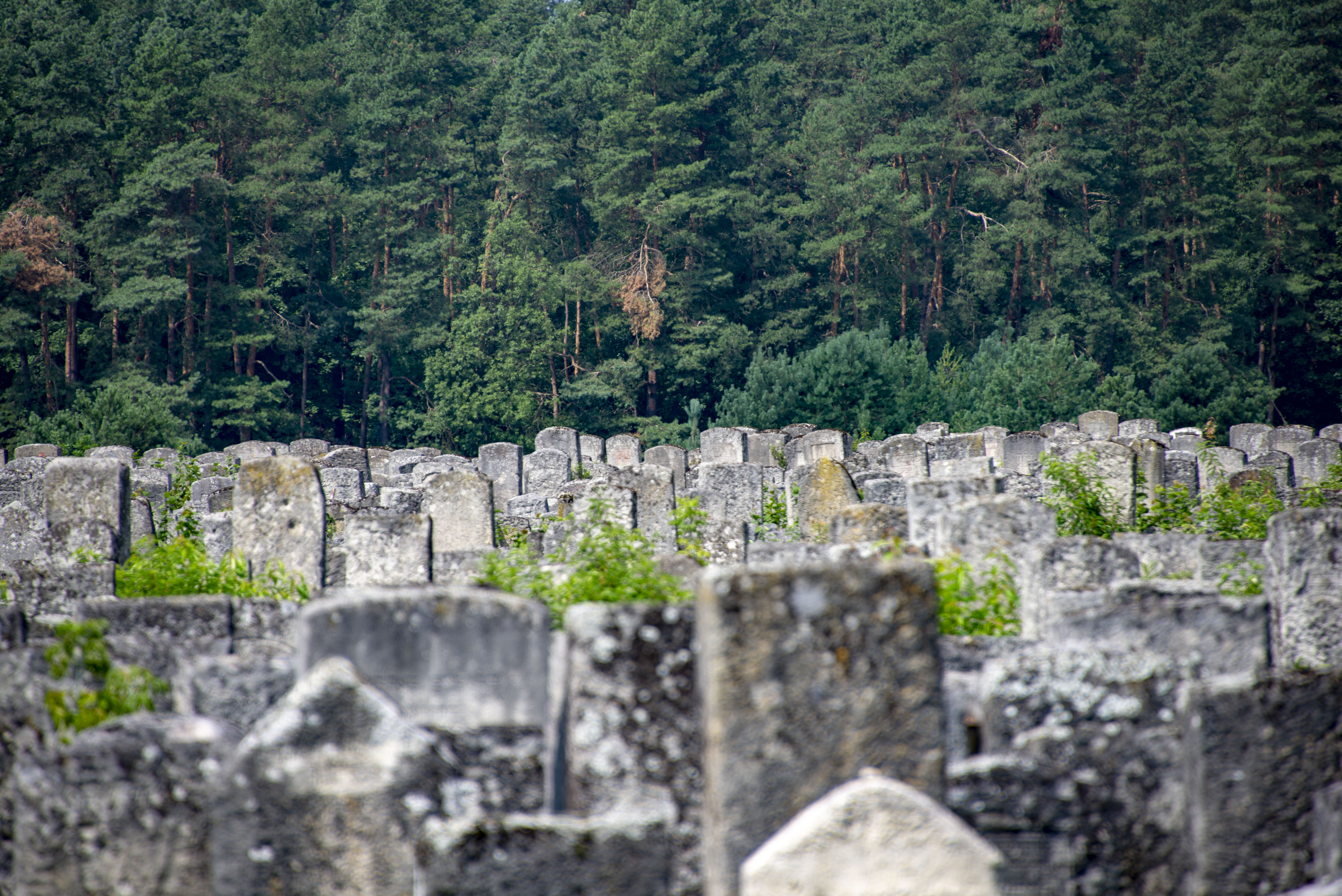
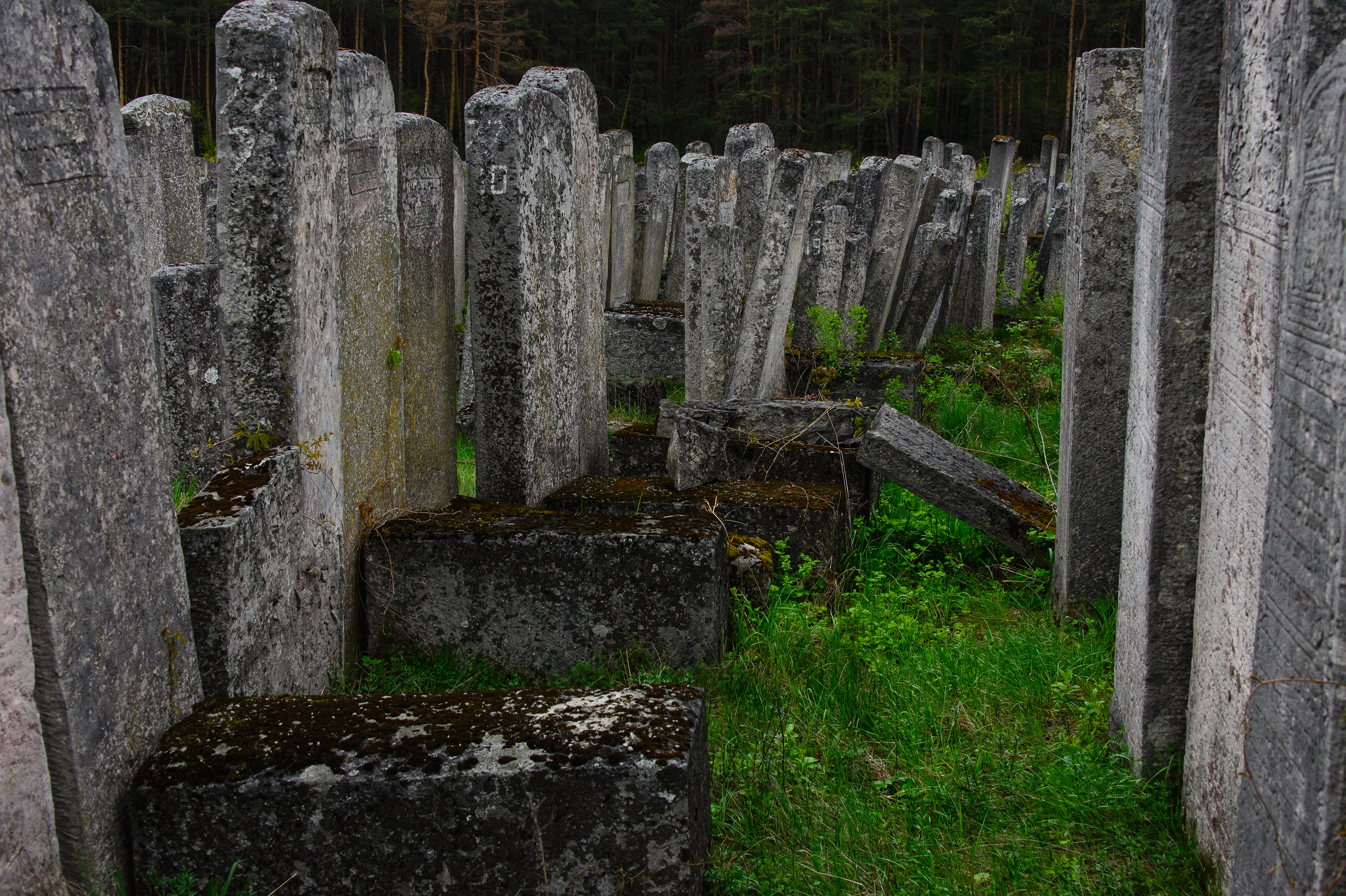
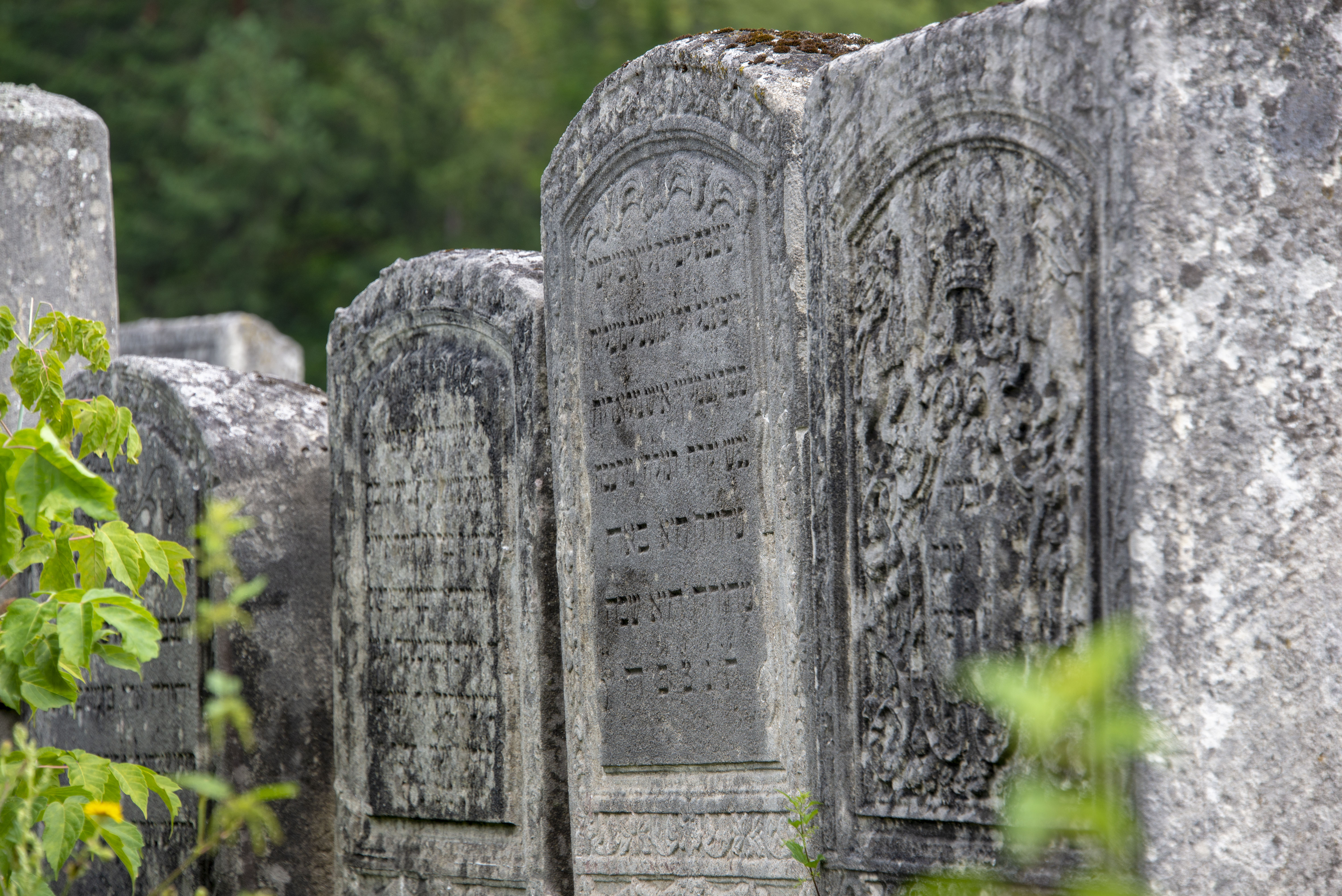
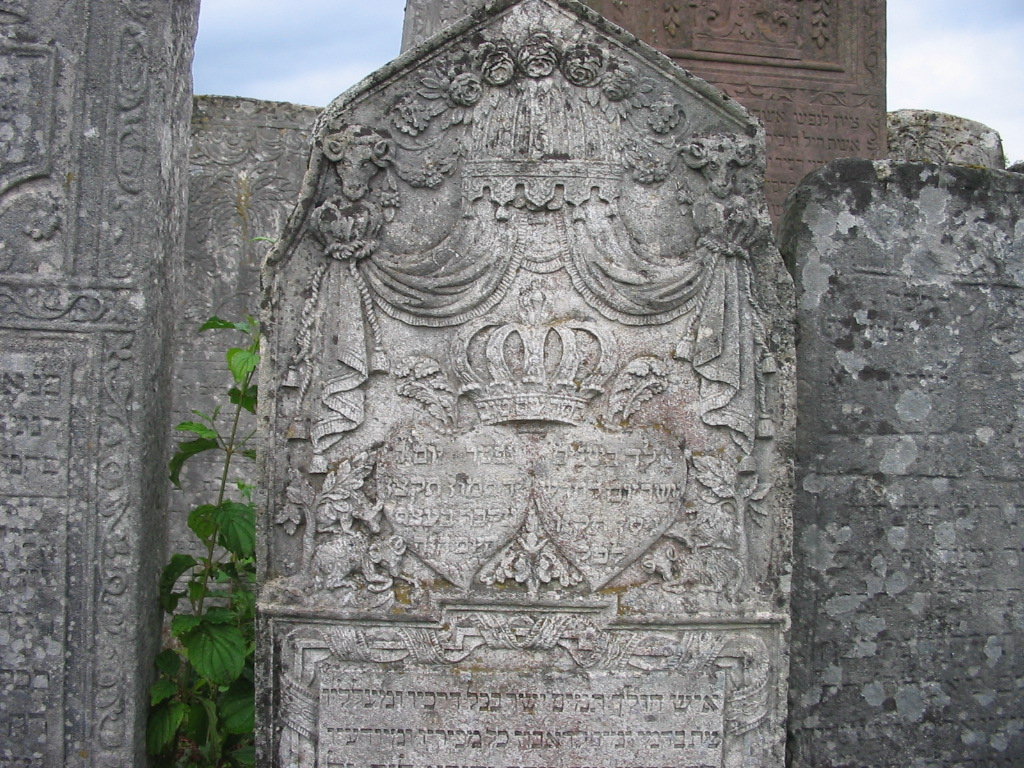